# 초강초등학교
초강초등학교는 대한민국 충청북도 영동군 심천면 초강리에 있는 공립 초등학교이다.

## 학교 연혁
- 1923년 5월 17일 심천공립보통학교 개교(설립인가 2월 23일)
- 1938년 4월 1일 심천제1공립심상소학교로 개칭[1]
- 1941년 4월 1일 심천초강공립국민학교로 개칭[2]
- 1945년 9월 24일 초강국민학교로 개칭
- 1982년 3월 1일 병설유치원 개원
- 1993년 3월 1일 금호분교장 편입
- 1995년 3월 1일 금호분교장 통합
- 1995년 4월 1일 학교급식 실시
- 1996년 3월 1일 초강초등학교로 개칭[3]
- 2012년 9월 7일 스마트 교실 구축
- 2019년 3월 1일 제34대 송미숙 교장 취임
- 2020년 1월 9일 제96회 졸업(졸업생 4명, 총 졸업생 5,802명)
- 2020년 3월 2일 2020학년도 입학식(입학생 5명)

## 참고 자료
- 초강초등학교 - 한국교육학술정보원 학교알리미